# M-idzomer
M-idzomer is een Belgisch muziek- en kunstenfestival dat jaarlijks wordt georganiseerd door het museum M en Het Depot en dat doorgaat sinds 2010 in de zalen en tuin van de site van het Museum M in het stadscentrum van Leuven. Naast optredens worden ook tijdelijke tentoonstellingen in het museum georganiseerd. Het evenement is een mix van beeldende kunst, concerten, stand-up comedy, theater, performance en spoken word. 

## Programma
2010
De eerste editie ging door van donderdag 29 juli tot zondag 1 augustus. Op de affiche stonden onder meer Mercury Rev, Leela James, Absynthe Minded en Milow in de museumtuin, onder meer The Sedan Vault en Henk Rijckaert traden op in het museum.
2011
Van 28 tot 31 juli, met Gabriel Rios, John Cale en Lady Linn & her magnificent seven, maar ook met performances van Maarten Inghels en Kamagurka.
2012
De derde editie van 2 tot 5 augustus bood optredens van Spinvis, Absynthe Minded, Isbells, CocoRosie, José James, Katinka Polderman, Amatorski, Xander De Rycke, Stijn Van de Voorde en Otto-Jan Ham.
2013
The Bony King of Nowhere, Float Fall, Portico Quartet, Jacco Gardner, Woven Hand, Admiral Freebee, Melanie De Biasio en Marble Sounds speelden op het festival dat doorging van 1 tot 4 augustus.
2014
De vijfde editie bracht SX, Ostyn, Jef Neve, Bent Van Looy, Wende, Joan As Police Woman, Herman Brusselmans, Saskia De Coster, Melanie De Biasio en Gabriel Rios. Die laatste brak alle bezoekersaantallen van de eerste vijf jaar van het festival.
2015
Douglas Firs, DAAN, Illuminine, Philip Catherine, Avishai Cohen Trio, The Bony King Of Nowhere, Admiral Freebee, The Me in You, Youngblood Brass Band, Arsenal, Stijn Van de Voorde en Jan Delvaux en Jimmy Dewit met Belpop Bonanza Bis traden op tussen 30 juli en 2 augustus. Het was ook de eerste maal dat er een namiddag een kinderprogramma was met onder meer Kapitein Winokio. Met 6.600 toeschouwers was het de tot dan meest succesvolle editie.
2016
De zevende editie bracht tussen 28 en 31 juli onder meer de Mark Lanegan Band, Tourist LeMC, Ertebrekers, André Brasseur & Band en Willow. Dag vier, zondag 31 juli, sloten onder meer Jasper Steverlinck en The Van Jets af.
2017
27 tot en met 30 juli, met onder meer SX, Warhaus, Delvis, Mew, Lucy Rose, Maceo Parker en John Scofield
2018
Onder meer Kapitein Winokio, Intergalactic Lovers, Absynthe Minded, Avishai Cohen, Bram De Looze, Novastar, Eefje de Visser, Milo Meskens, Placebo, The Me in You en Gabriel Rios waren te zien op het festival dat doorging van 2 tot 5 augustus.
2019
De tiende jubileumeditie van 1 tot 4 augustus had een affiche met onder meer Lamb, Heather Nova, Calexico and Iron & Wine, Trixie Whitley, Dead Man Ray, Geike en BeraadGeslagen.
2020
Door de coronapandemie ging M-idzomer niet door. Het festival was gepland van donderdag 30 juli tot en met zondag 2 augustus.
2021
M-idzomer was voorzien te lopen van 29 juli tot 1 augustus, maar moest toch terug afgelast worden wegens lockdowns. De geboekte Tindersticks kwamen het jaar nadien. Geboekte groepen als Brihang, Het Zesde Metaal en Black Box Revelation verhuisden naar het openluchtfestival Leuven Air met afstandsmaatregelen op het evenementenplein naast de militaire kazerne en de hockeyvelden in Heverlee.
2022
In 2022 ging de elfde editie van donderdag 28 juli tot zondag 29 juli door, met naast exposities optredens van onder meer Tindersticks, Buffalo Tom, Son Lux, Meskerem Mees, Intergalactic Lovers, Porcelain ID en Ruben Block. Het festival haalde 5.700 toeschouwers.
2023
Van 27 tot 30 juli ging de twaalfde editie door met 7.300 bezoekers. Optredens waren er van onder meer Suzanne Vega, de Thurston Moore Group, José González en DAAN, naast tijdelijke exposities in de museumzalen en andere tijdelijke installaties en kunstwerken. Het M-idzomer breekt uit programma zorgde voor een aanbod van muziek, met onder meer een optreden van de Meltheads, exposities en workshops in de hulpgevangenis van Leuven.
2024
De editie van 2024 ging door van donderdag 1 tot zondag 4 augustus. Headliners waren onder meer Explosions in the Sky, Girls in Hawaii, Kruder & Dorfmeister, Novastar, Het Zesde Metaal, J. Bernardt, Kapitein Winokio, Meis, Noa Lee, Porcelain ID en Tangerine Dream.
2025
De veertiende editie ging door van donderdag 31 juli tot zondag 3 augustus 2025. Headliners waren onder meer Chantal Acda & The North Sea Drifters, BLUAI, An Pierlé quartet, Trixie Whitley, The Tallest Man on Earth, Gabriel Ríos en Arooj Aftab.